# Municipio de Roanoke Rapids
El municipio de Roanoke Rapids (en inglés: Roanoke Rapids Township ) es un municipio ubicado en el  condado de Halifax en el estado estadounidense de Carolina del Norte. En el año 2010 tenía una población de 23.144 habitantes.

## Geografía
El municipio de Roanoke Rapids se encuentra ubicado en las coordenadas 36°27′20.54″N 77°40′18.93″O / 36.4557056, -77.6719250.